# Viejo republicano
Viejo republicano o Cabeza de anciano, es una pintura al óleo creada en 1878 por la artista Rebeca Oquendo. Actualmente pertenece a la colección pictórica del Museo Nacional de Arqueología, Antropología e Historia del Perú (MNAAHP).

## Descripción
Viejo republicano es una representación nacional del fin de las primeras generaciones que vivieron el período de transición entre el Virreinato peruano y la República peruana, luchando en el bando independentista. El personaje se encuentra en su octogenaria edad, con barba y una cabellera trasera blanca, estando vestido con un traje negro y un pañuelo rojo en el pecho. La luz se limita hacia la derecha del personaje y su ojos siguen a dicha luminosidad.

## Historia
En 1921 Oquendo le contó a la escritora y amiga Elvira García y García, que tenía intención de dar en donación a Viejo republicano y otras obras suyas al Estado peruano para su conservación luego de su muerte. En 1928 envió una misiva a Emilio Gutiérrez de Quintanilla, que era el director del Museo de Historia Nacional, para hacerle entrega de sus obras y estén a disposición del público.
La obra llegó a exponerse en el Salón de París en 1870, en representación del arte peruano y en la exposición Nacional de 1872, junto a Bambino napolitano, y posiblemente también Margarita y Retrato de Sara Oquendo. La obra se mantuvo en la colección del Museo de Historia Nacional, aunque en 2011 se informó que la obra se mantiene en los almacenes del museo por cuestiones desconocidas. La pintura tiene la particularidad de que Oquendo presenta una firma más clásica para identificar su autoría, mientras que en obras posteriores firmará como M.R.O.

## Legado
Emilio Gutiérrez de Quintanilla, el director museístico, quedó impactado por la obra y la misiva de Oquendo que decidió publicarla con el título de la línea y el color el mismo año que le llegó la carta.